# Eldoret
Eldoret è una città del Kenya, capoluogo della contea di Uasin Gishu. È situata nella Rift Valley.